# Љауто
Љауто (шп. llauto) или љауту (шп. llautu) назив је за одевни предмет који су на глави носили најугледнији чланови инканске заједнице. Појам је настао од кечуанске речи љавту (кеч. llawt'u или llawthu) у значењу капе, тј. украсног предмета за главу.

## Опште одлике
Према историчарима културе и археолозима, овај украсни одевни предмет представља мезоамеричку варијанту турбана, капе од финог платна чија дужина износи до десет метара. Описује се као серија вунених сплетова. Ношен је обојен бојама Тавантинсуја, како је у то време (од тринаестог до шеснаестог века нове ере) називана територија Инка на тлу данашњег Перуа. То су биле црвена, златна и зелена боја, као и инсигнија змије.
Као турбан, љауто је ткани предмет, традиционално од вуне локалне дивље ламе врсте викуња. На основни облик додавале су се плетенице у три инканске боје. На чеоном делу налазила се вунена трака маспаича, симбол моћи и Сунчеве владе па изгледу сличан перушки. На предњем делу су се налазили и други симболи, првенствено курикинки (птица планинска каракара). Према легенди, у сврху призивања добре среће, под овим одевним предметом држале су се мале сушене жабе.

## Корисници
Најзапаженији носилац љаута, заправо његовог најскупљег и најраскошнијег примерка, био је Сапа Инка, инкански краљ и „дете Сунца“. На већини илустрација владара овог народа из Средње Америке овај одевни предмет може се видети на главама регнанта. Од посебних случајева, познато је да је тринаести и последњи цар Атавалпа наручио по љауто направљен од крзна вампирских шишмиша за сваког члана шире породице. Приликом посете овог владара 1571. конкистадор Педро Пизаро записао је следеће: Индијанац је на главу ставио љауте, плетенице од обојене вуне дебљине пола прста и ширине једног, како сам могао да приметим. Увијене су тако да представљају круну, заобљену и ширине шаке, која је прекривала целу главу. На чеоном делу, љауту је прикачена кићанка. Поређење са европском круном потиче од тога што је Инке нису користиле.
Овај одевни предмет најчешће су носили мушкарци, али постоје и записи да су их носиле и жене, посебно краљева супруга. Љауто, који су конкистадори из шпаније првобитно назвали барлас (шп. barlas), био је једна од првих асоцијација на Инке. Након званичног пада инканског царства 1533, обичан народ почео је носити капе и тунике сличне царским. Оваква одела су део традиције, а конкистадори су се првобитно плашили да би она могла у Инкама пробудити националистичка осећања.